# 母に贈るCD
「母に贈るCD」（ははにおくるシーデイー）は、BIGMAMAの8枚目のシングル。2012年5月13日にRX-RECORDSよりリリースされた。

## 概要
前作『#DIV/0!』から10ヶ月ぶりのリリース。数量限定でライブ会場か、メールでの注文限定の販売となっており、2018年現在は販売されていない。
リード曲の「母に贈る歌」は4thアルバム『君がまたブラウスのボタンを留めるまで』の最後に収録された楽曲である。元々ボーナストラックのつもりで軽く作られたが、反響が大きかったのと、金井政人が母に聞いてもらいやすいように、過去曲2曲のアレンジ+新曲を加えて、シングルカットされることになった。

## 楽曲解説
母に贈る歌
表題曲。シングルカットに伴い、新たにMVが作られた。

## 収録曲
| 全作詞: 金井政人、全作曲・編曲: BIGMAMA。 |                                                      |          |            |
| #                                         | タイトル                                             | 作詞     | 作曲・編曲 |
| 1.                                        | 「母に贈る歌」                                       | 金井政人 | BIGMAMA    |
| 2.                                        | 「I Don't Need a Time Machine 〜Acoustic Version〜」 | 金井政人 | BIGMAMA    |
| 3.                                        | 「ダイヤモンドリング2012」                           | 金井政人 | BIGMAMA    |
| 4.                                        | 「君想う、故に我あり2012」                           | 金井政人 | BIGMAMA    |